# Старый мост (Мостар)
Старый мост (босн. Stari most) — пешеходный арочный мост через реку Неретву в городе Мостаре, Босния и Герцеговина.
Представляет собой современную копию древнего моста, полностью уничтоженного хорватскими боевиками в 1993 году. Архитектурный символ Мостара. Объект Всемирного наследия ЮНЕСКО.

## История

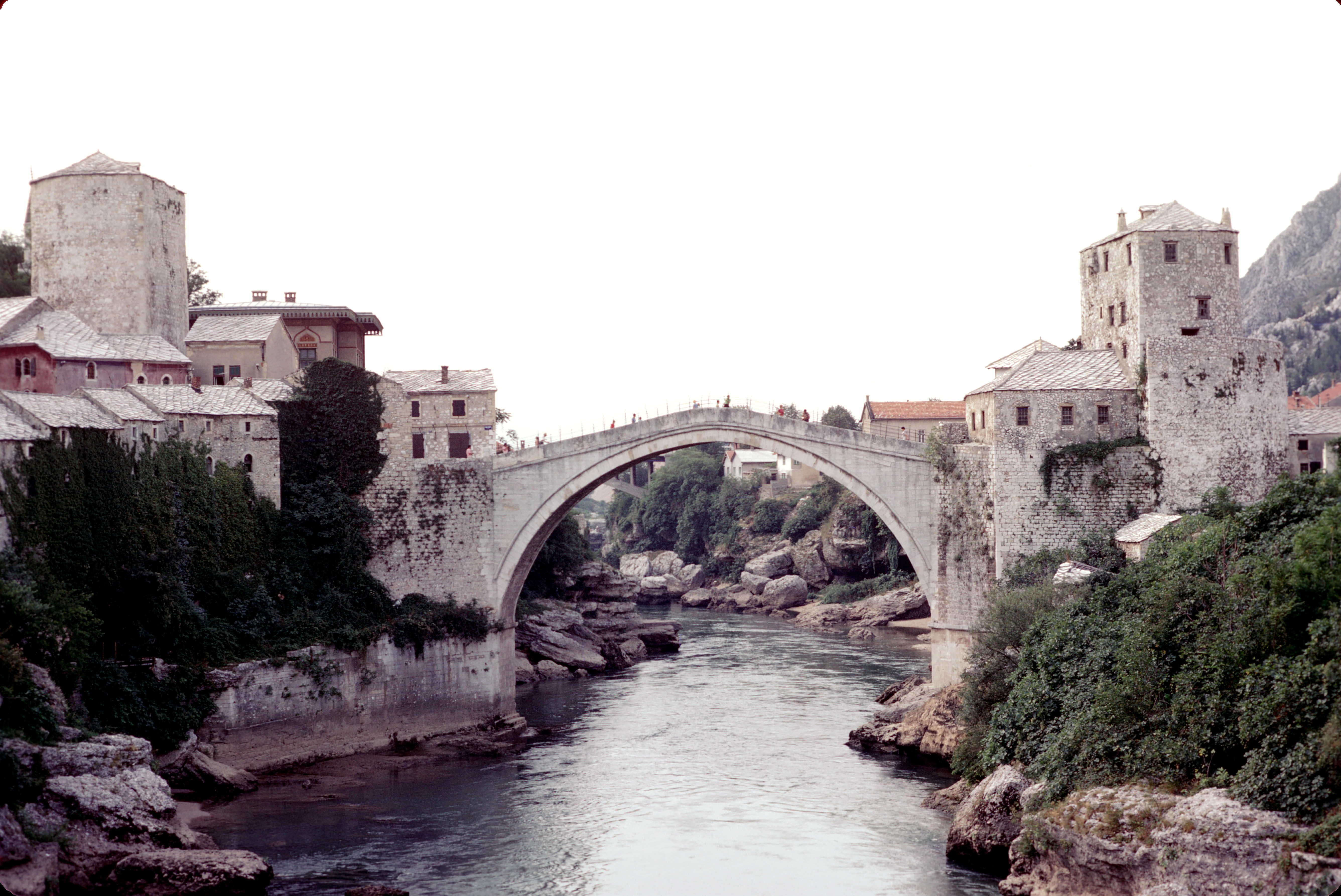
Мост в 1974 году

Мост был построен в 1557—1566 годах в период господства Османской империи при султане Сулеймане Великолепном под руководством зодчего Мимара Хайреддина. Конструкция состояла из 456 известняковых блоков. Сводчатый пролёт моста имел длину 30 метров и ширину 4 метра.
В XVII веке по обеим сторонам моста были сооружены крепостные башни: Тара на левом и Халебия на правом берегах.
Поэт Дервиш-паша Баезидович в XVI веке сравнивал мост с радугой, турецкий географ Хадзи-Калфа считал, что свод моста «удивит всех мастеров мира». Османский путешественник XVII века Эвлия Челеби отмечал, что он «пересёк шестнадцать империй и не видел такого высокого моста».
Впервые под мостом в 1920-е годы пролетел на самолёте полковник Королевских ВВС Югославии русский эмигрант Л. И. Байдак.

### Разрушение

Уничтожение моста в 1993 году

Старый мост простоял 427 лет, пока 9 ноября 1993 года во время Хорватско-боснийской войны не был полностью разрушен. Мост долго символизировал мирное сосуществование многонационального населения Мостара и всей Боснии-Герцеговины. Именно символическое значение моста послужило причиной его уничтожения. Армия боснийских хорватов начала обстрел моста из 100 мм пушек Т-55 с расстояния два километра с холма Хум на юго-западе. Танковый обстрел длился два дня. До обрушения он получил свыше 60 попаданий. Вместе с мостом обрушились каменные башни и часть скалы, на которую мост опирался.

### Восстановление
В июне 1994 года на место разрушенного моста были направлены специалисты ЮНЕСКО. На предложение ЮНЕСКО, Всемирного банка и мэрии Мостара восстановить мост в 1998 году откликнулись Банк развития Европейского совета, Хорватия, Турция, Италия, Нидерланды и Франция. Стоимость восстановления превысила 15 миллионов евро.
Научные (археологические) изыскания проходили два года. В июне 2001 года были начаты строительные работы, однако первый камень арки был заложен только в апреле 2003 года. При восстановлении моста применялся камень из местных карьеров: типов «бреча» и «тенелия», турецкая компания Er-Bu Construction Corp использовала технику Оттоманской империи. Блоки скреплялись между собой с помощью скрытых сводовиков, штифов и скоб. Со дна реки водолазами венгерской армии были подняты и использованы упавшие части старого моста. В результате после восстановления мост выглядит как действительно «старый». В 2004 году при участии руководителя ЮНЕСКО и президента Боснии и Герцеговины мост был открыт.

## Прыжки с моста
Одним из развлечений туристов и традиционным заработком молодых людей города являются прыжки в реку Неретву с центра Старого моста (высота прыжка зависит от уровня воды в реке, от 24 до 30 метров). Поскольку вода в реке очень холодная, это занятие ещё более рискованное и требует высочайшего мастерства и тренировок с раннего возраста. Практически традиция появилась сразу после постройки моста, первое письменное свидетельство относится к 1664. В 1968 обычай получил официальный статус ежегодных состязаний, которые проводятся каждое лето в конце июля. В 2013 году было совершено 477 прыжков.

## Галерея

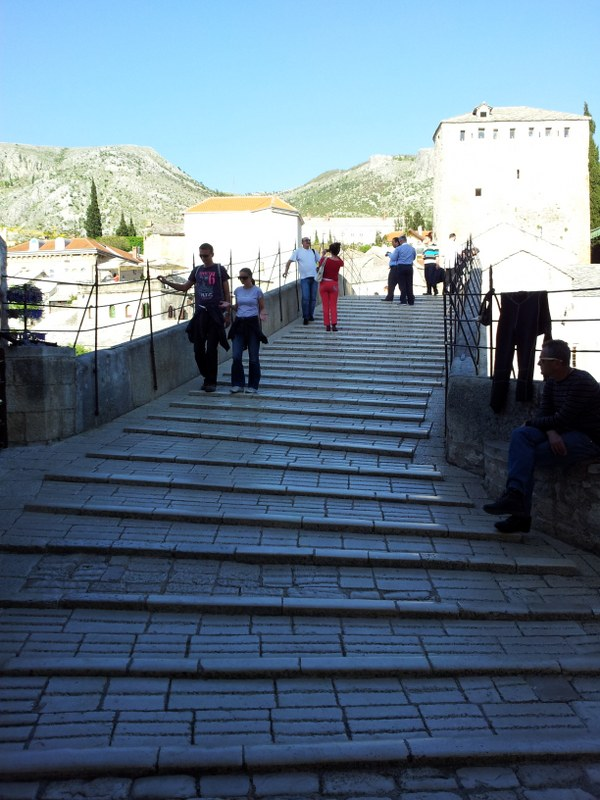
Лестница на Старом мосту в Мостаре
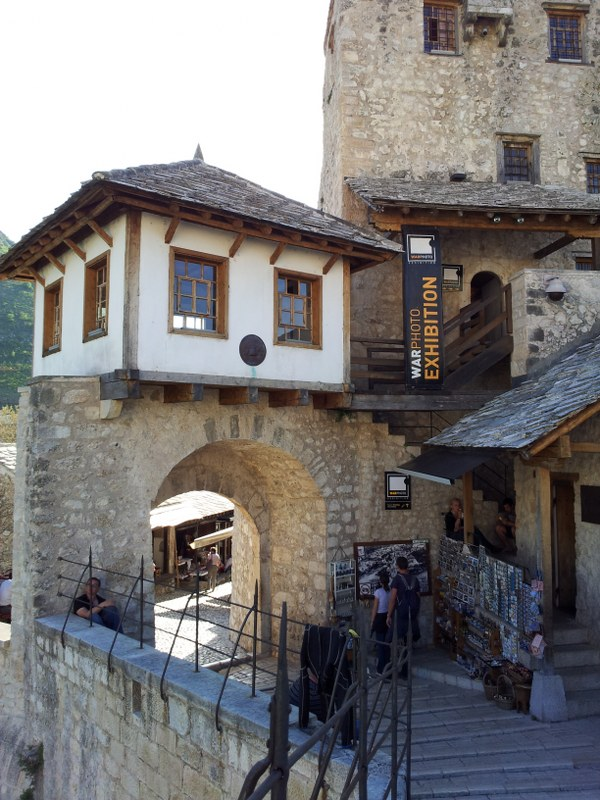
Западный вход в Старый мост в Мостаре
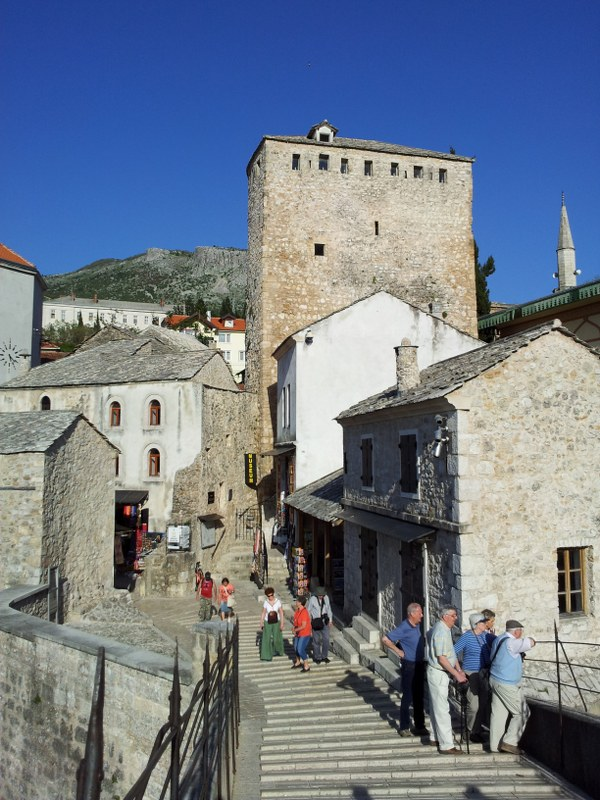
Восточная сторона Башня Старого моста в Мостаре
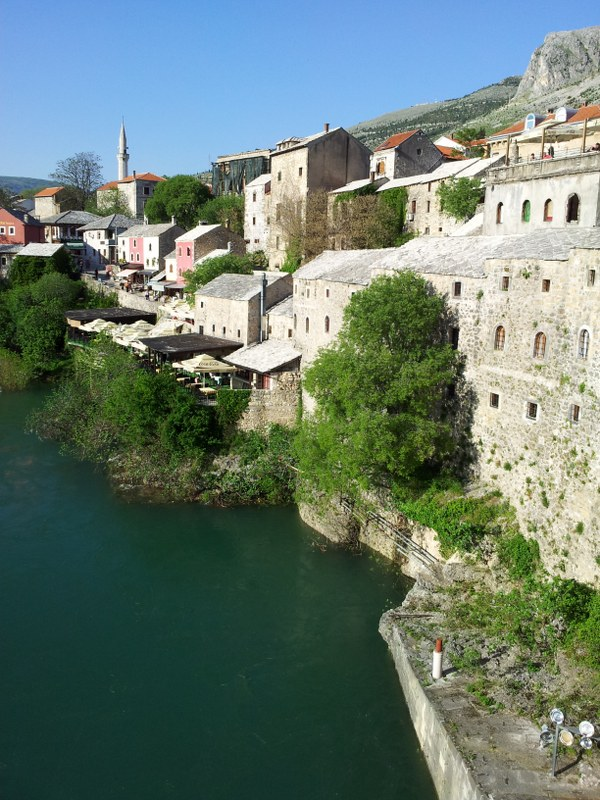
Вид со Старого моста в Мостаре
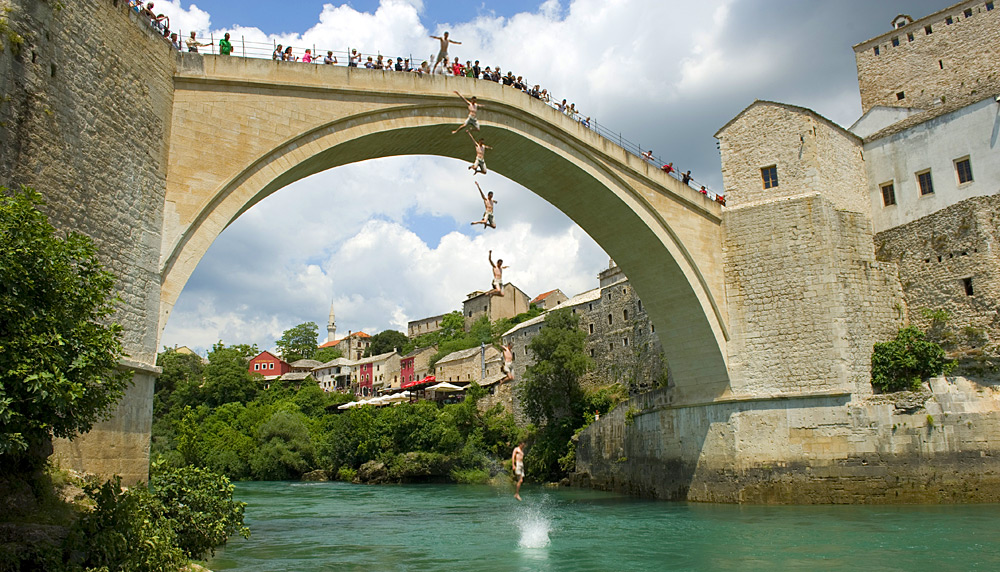
Составное изображение (непрерывный снимок) туристического дайвинга со Старого моста в 2009 году
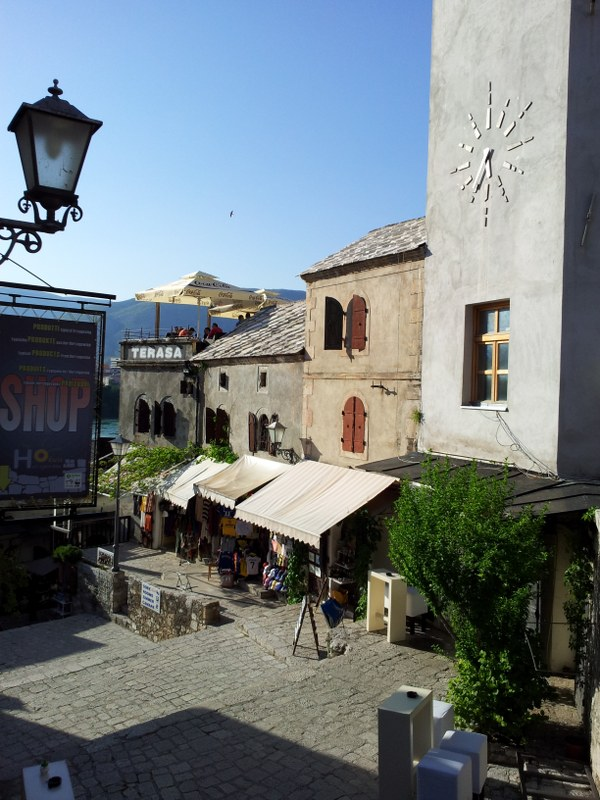
Улица в Старом Городе, Мостар
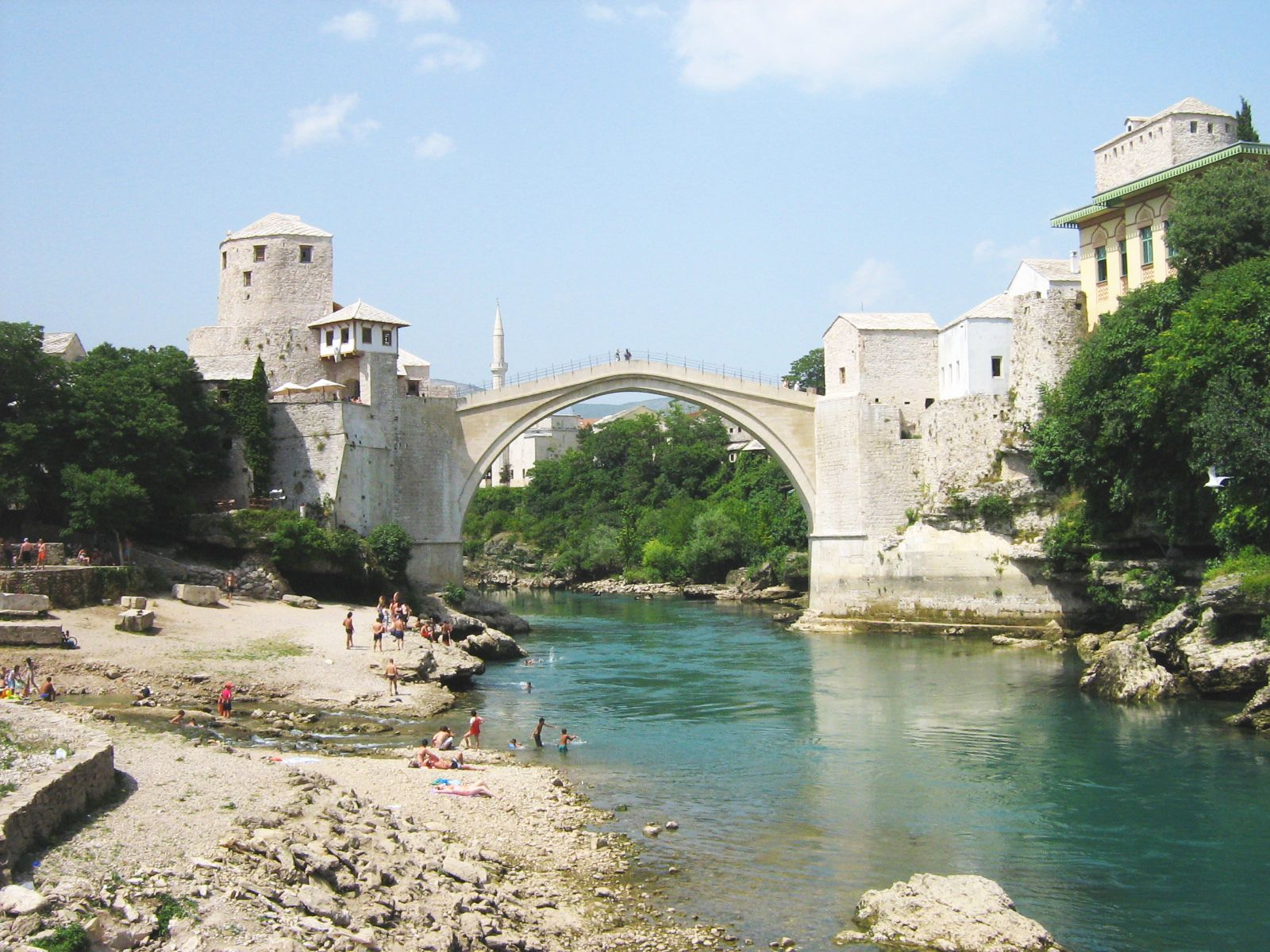
Старый мост в 2006 г.
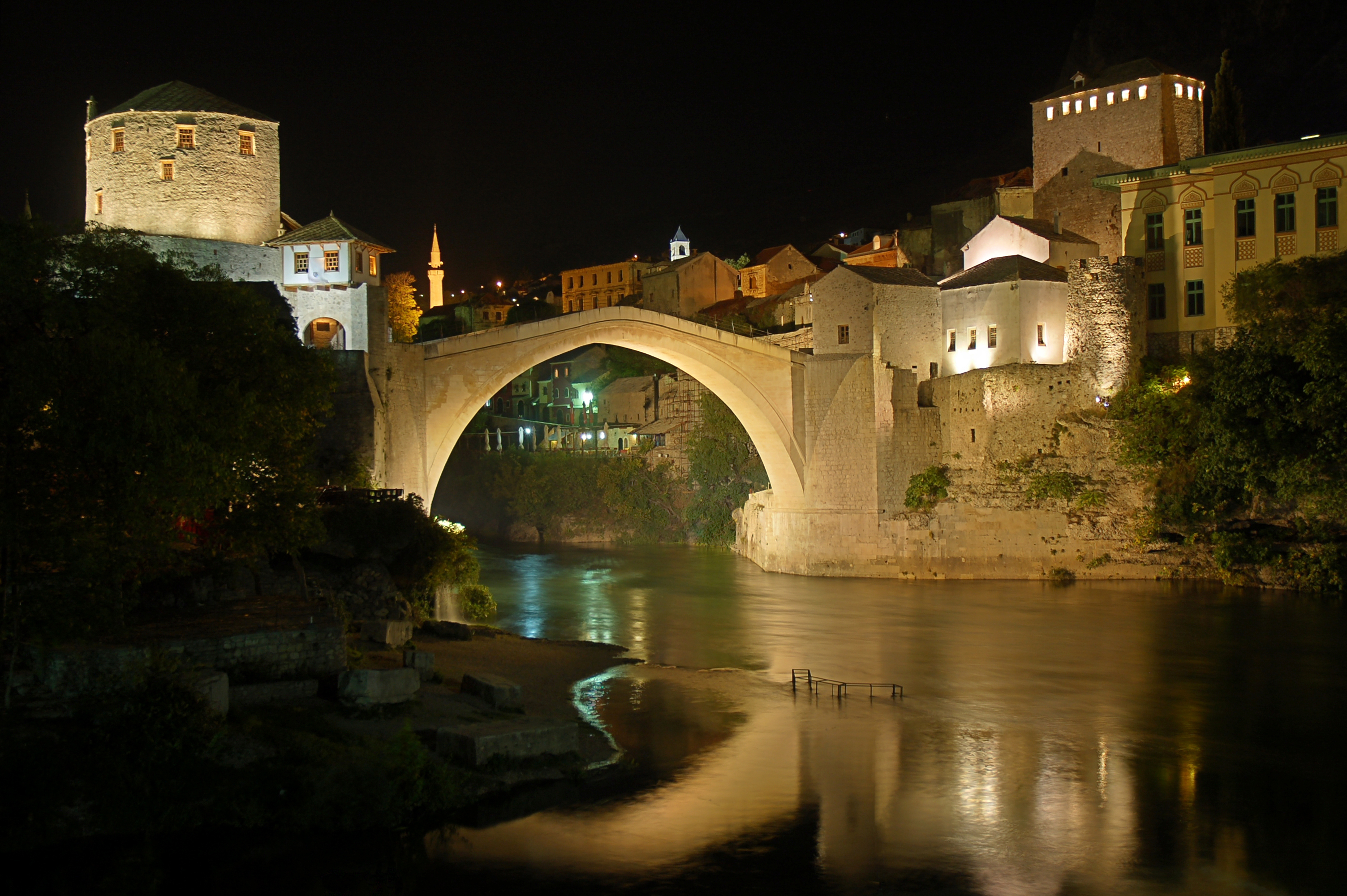
Старый мост, 2008 г.
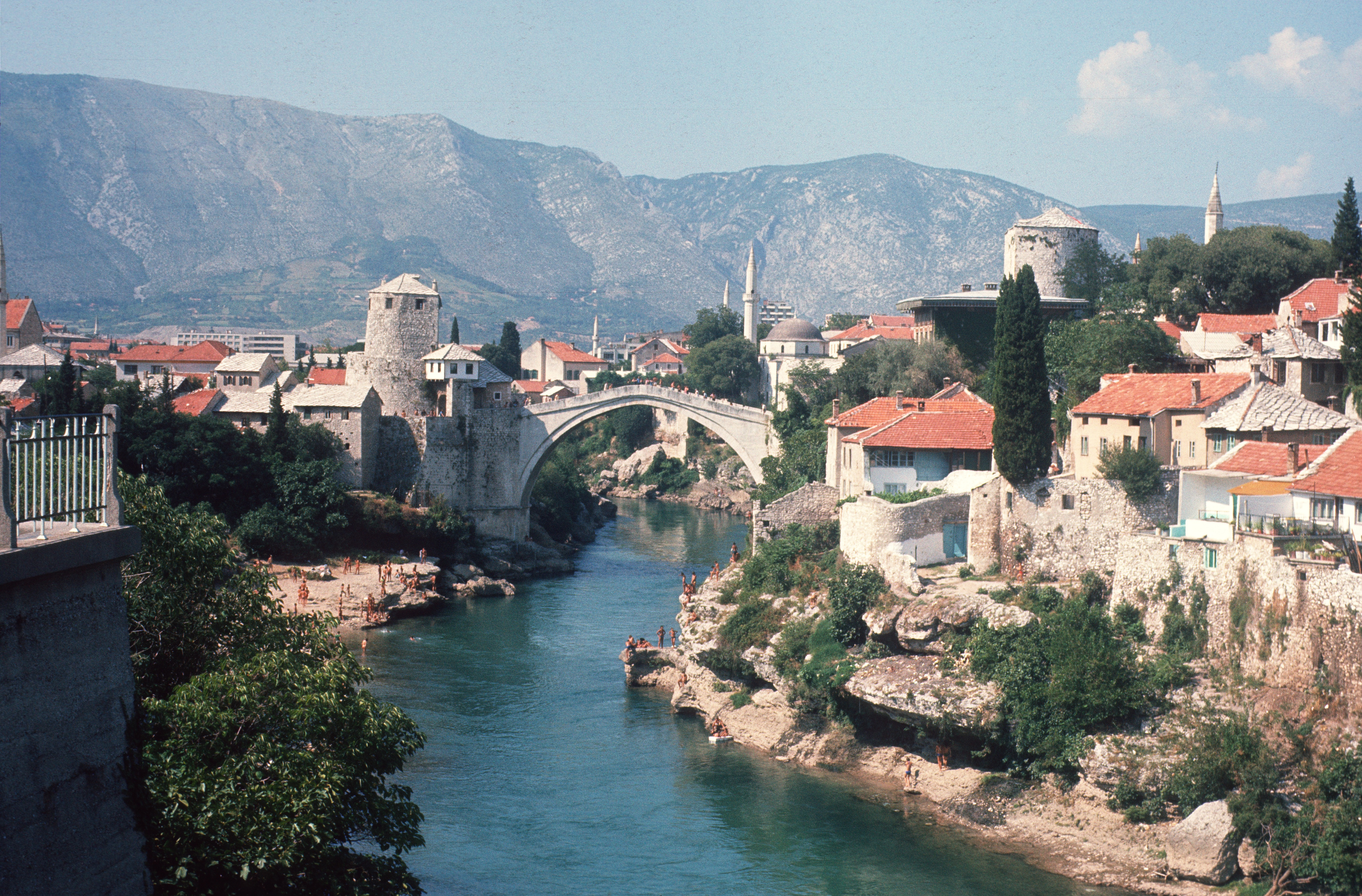
Мост сфотографирован в 1974 г.
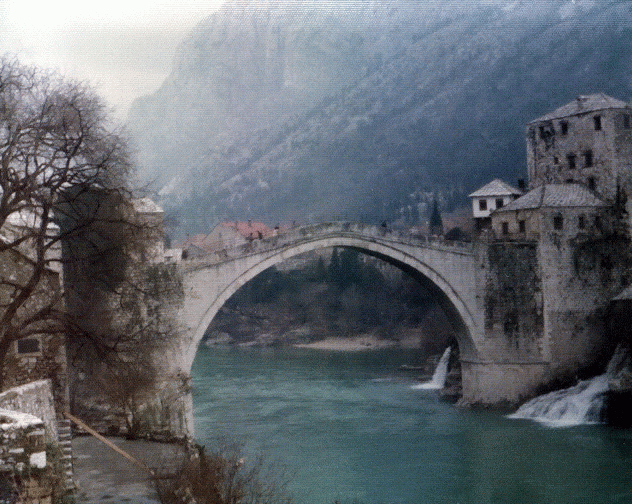
Оригинал Старого моста, сфотографированный в 1970-х годах.
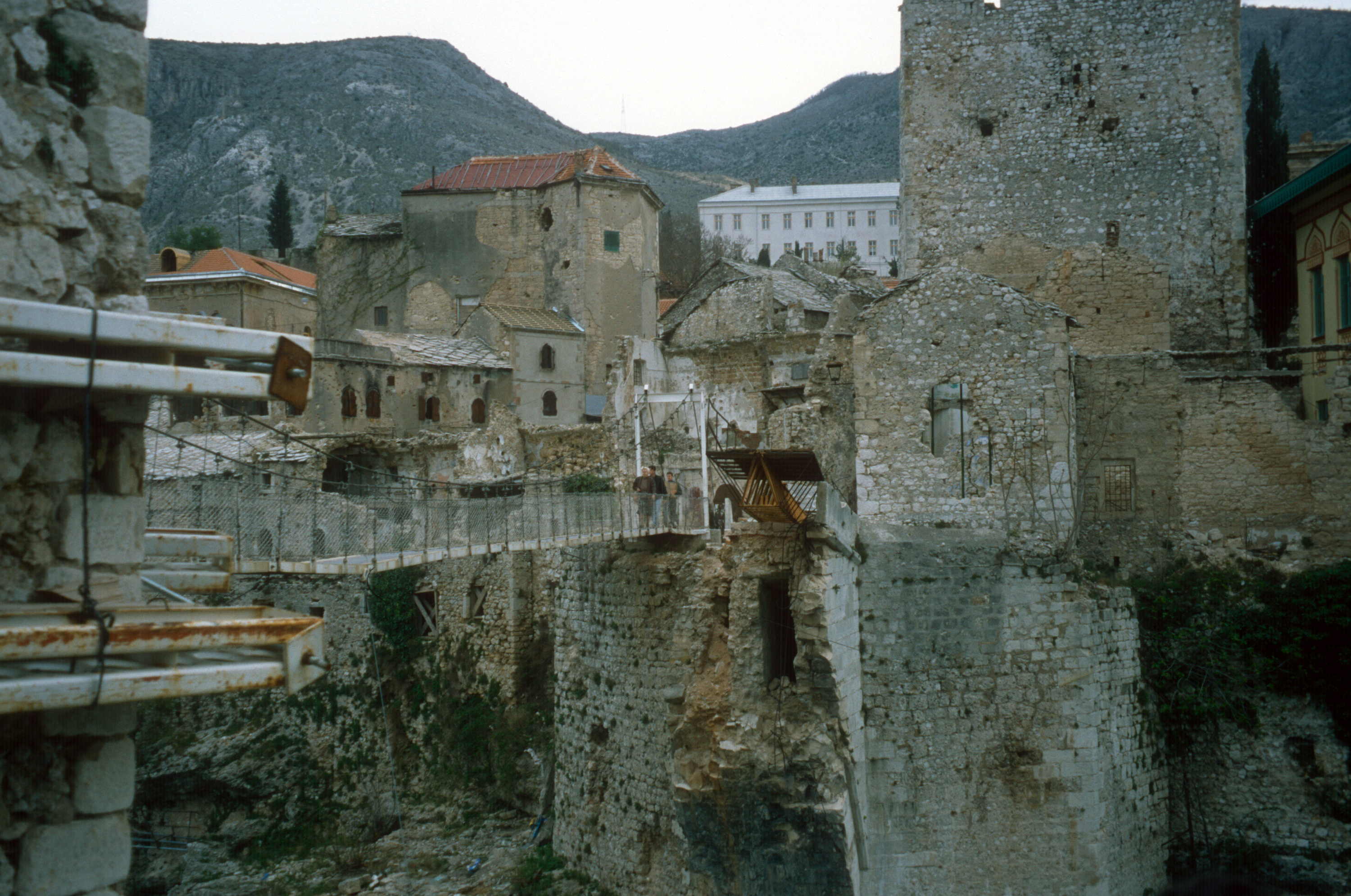
Временный канатный мост
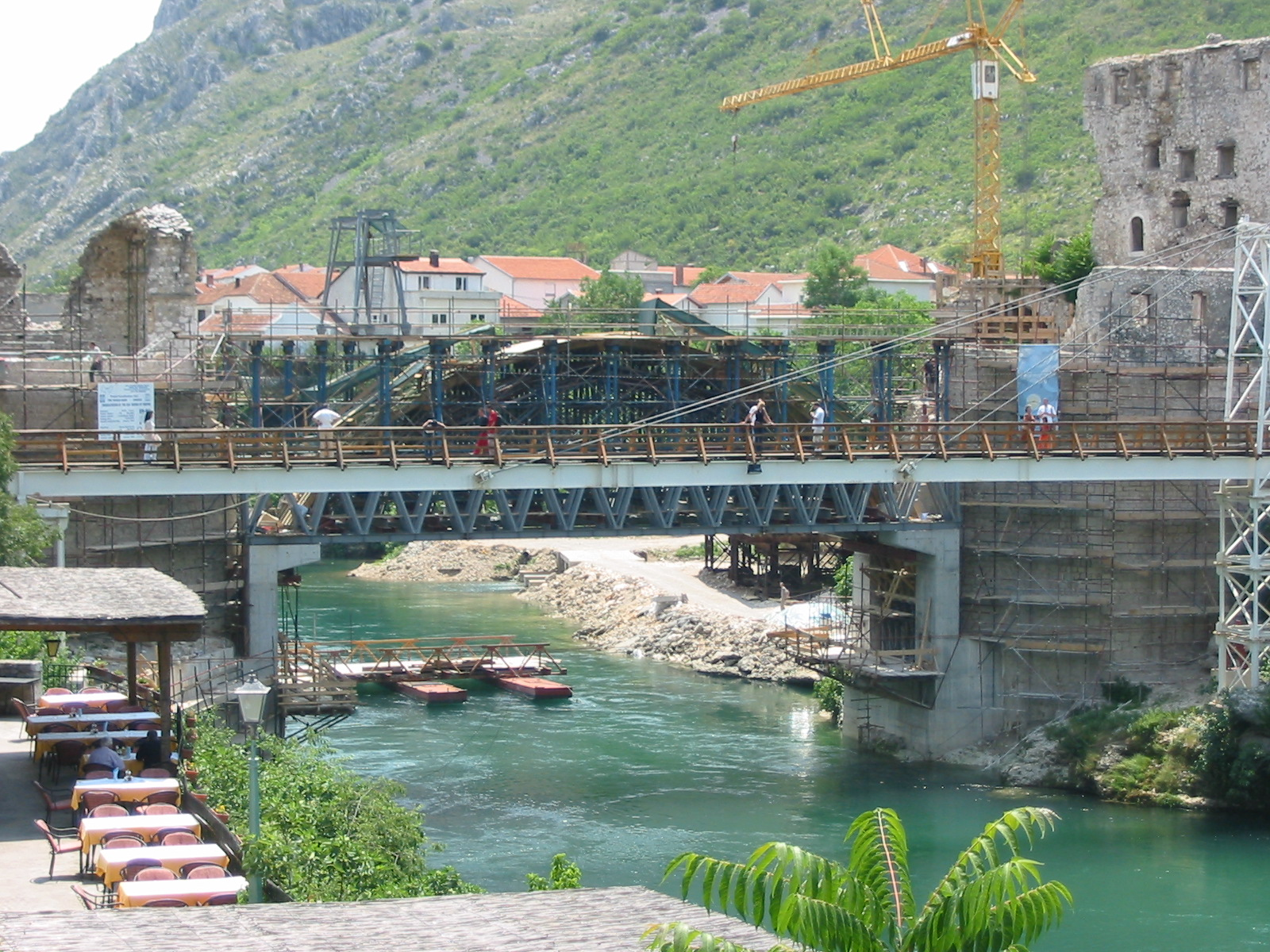
Старый мост проходит реконструкцию в 2003 году.
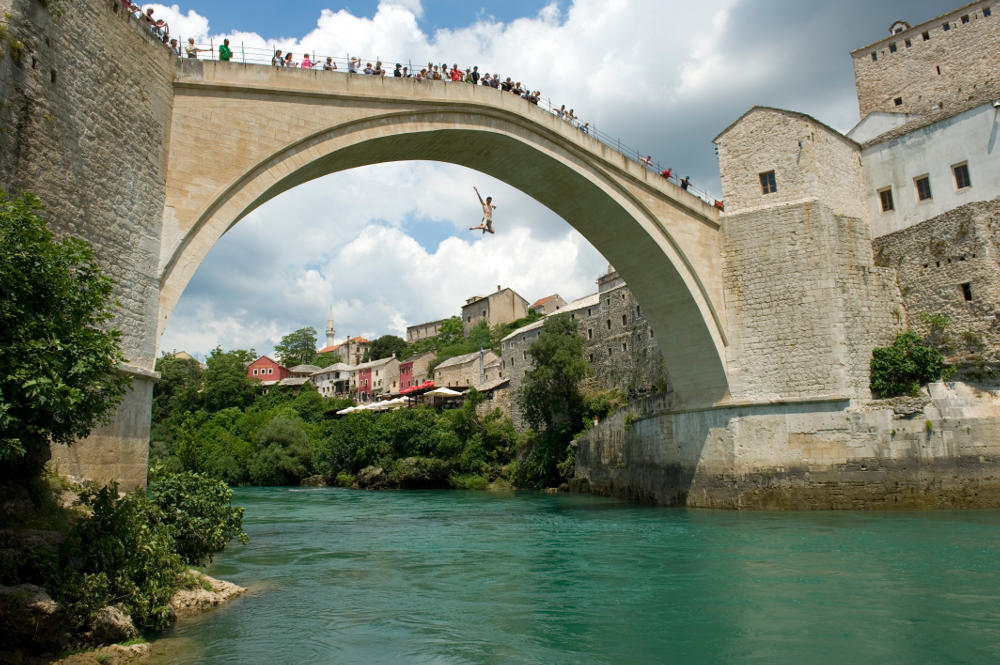
Дайвер у Старого моста
- Видео погружения